# Leonardo Sbaraglia
Leonardo Sbaraglia est un acteur argentin, né le 30 juin 1970 à Buenos Aires. Il se fait connaître grâce au film Vies brûlées (Plata quemada) en 2001, en France.

## Filmographie

### Cinéma

#### Longs métrages
- 1986 : La Nuit des crayons (La noche de los lápices) de Héctor Olivera : Daniel Alberto Racero
- 1993 : Tango feroz: la leyenda de Tanguito de Marcelo Piñeyro : Pedro
- 1994 : Fuego gris de Pablo César : Martín Bustamante
- 1995 : Fotos del alma de Diego Musiak
- 1995 : Tu ne mourras pas sans me dire où tu vas (No te mueras sin decirme adónde vas) d'Eliseo Subiela : Pablo
- 1995 : Caballos salvajes de Marcelo Piñeyro : Pedro Mendoza
- 1996 : Carlos Monzón, el segundo juicio de Gabriel Arbós : le jeune médecin
- 1996 : Besos en la frente de Carlos Galettini : Sebastián
- 1997 : Cenizas del paraíso de Marcelo Piñeyro : Pablo Makantasis
- 1998 : Vendado y frío de Alexis Puig : le tireur du station service
- 2000 : Vies brûlées (Plata quemada) de Marcelo Piñeyro : Franco « El Nene » Brignone
- 2001 : Intacto de Juan Carlos Fresnadillo : Tomás
- 2002 : En la ciudad sin límites de Antonio Hernández : Víctor
- 2002 : Nowhere de Luis Sepúlveda : Paolo Brandi
- 2002 : Deseo de Gerardo Vera : Pablo
- 2003 : Utopía de María Ripoll : Adrián
- 2003 : Carmen de Vicente Aranda : José
- 2003 : Cleopatra de Eduardo Mignogna : Carlos
- 2004 : La puta y la ballena de Luis Puenzo : Emilio
- 2005 : Oculto de Antonio Hernández : Alejandro « Álex »
- 2005 : Salvador (Puig Antich) de Manuel Huerga : Jesús Irurre
- 2005 : La mitad negada de Augusto Fernandes
- 2006 : De bares de Mario Iglesias
- 2007 : Les Proies (El rey de la montaña) de Gonzalo López-Gallego : Quim
- 2007 : Concursante de Rodrigo Cortés : Martín Circo Martín
- 2007 : Santos de Nicolas López : Arturo Antares
- 2008 : Journal intime d'une nymphomane (Diario de una ninfómana) de Christian Molina (es) : Jaime
- 2009 : Las viudas de los jueves de Marcelo Piñeyro : Ronnie
- 2009 : El corredor nocturno de Gerardo Herrero : Eduardo López
- 2010 : Sin retorno de Miguel Cohan : Federico Samaniego
- 2011 : El Campo de Hernán Belón : Santiago
- 2011 : Vaquero de Juan Minujín : Alonso
- 2012 : Red Lights de Rodrigo Cortés : Leonardo Palladino
- 2012 : Les Hommes ! De quoi parlent-ils ? (Una pistola en cada mano) de Cesc Gay : J.
- 2014 : Les Nouveaux Sauvages (Relatos salvajes) de Damián Szifron : Diego Iturralde
- 2016 : Au bout du tunnel (Al final del túnel ) de Rodrigo Grande : Joaquín
- 2016 : Sangre en la boca de Hernán Belón : Ramón Alvia
- 2016 : O Silêncio do Céu de Marco Dutra : Mario
- 2016 : No te olvides de mí de Fernanda Ramondo
- 2017 : Nieve negra de Martín Hodara : Marcos
- 2017 : El otro hermano de Israel Adrián Caetano : Duarte
- 2018 : Acusada de Gonzalo Tobal : Luis Dreier
- 2018 : El desentierro de Nacho Ruipérez : Pau
- 2019 : Douleur et Gloire (Dolor y Gloria) de Pedro Almodóvar : Federico Delgado
- 2020 : Cuban Network d'Olivier Assayas
- 2020 : Une offrande à la tempête (Ofrenda a la tormenta) de Fernando González Molina : Juez Javier Markina
- 2023 : Bird Box: Barcelona de David et Álex Pastor : Père Esteban
- 2023 : El Profesor (Puan) de María Alché et Benjamín Naishtat
- 2026 : Karma de Guillaume Canet

#### Courts métrages
- 2020 : Residente: Hoy de Residente : lui-même
- 2020 : El Asesino del Covid-19 de Jhon Jairo Tenjo Romero : le même

### Télévision

#### Téléfilm
- 2016 : Cornelia and Her Lovers de Daniel Rosenfeld

#### Séries télévisées
- 1987 : Clave de Sol : Diego
- 1990 : Atreverse
- 1991 : El gordo y el flaco : Leonardo
- 1991 : Alta comedia
- 1993 : Cartas de amor en cassette
- 1996 : De poeta y de loco
- 1997 : El garante : Martín Mondragon
- 1998 : Casablanca : Diego
- 1998 : Bajamar, la costa del silencio : Periodista
- 1999 : La Argentina de Tato : le narrateur
- 2000 : Tiempo final : Bruno
- 2005 : Al filo de la ley : Álex Villar
- 2009 : Impostores : Álex
- 2009 : La conspiración
- 2009 : Epitafios : Asesino
- 2010 : Lo que el tiempo nos dejó : Francisco Canaro
- 2015-2017 : El hipnotizador : Arenas
- 2018 : Félix : Félix

## Distinctions

### Récompenses
- Prix Martín Fierro 1998 : Meilleur acteur dans El garante
- Prix Goya 2001: Meilleur espoir masculin dans Intacto
- Screamfest 2008 : Meilleur acteur dans Les Proies
- Prix Martín Fierro 2012 : Meilleur acteur dans un second rôle dans En terapia
- Prix Sur 2014 : Meilleur acteur dans Les Nouveaux Sauvages
- Festival du film ibéro-américain de Huelva 1995 : Meilleur acteur dans Caballos salvajes

### Nominations
- Condor d'argent 2001 : Meilleur acteur dans Vies brûlées
- Condor d'argent 2004 : Meilleur acteur dans En la ciudad sin límites
- Prix Goya 2006 : Meilleur acteur dans Salvador
- Condor d'argent 2009 : Meilleur acteur dans Las viudas de los jueves
- Prix Sur 2009 : Meilleur acteur dans Las viudas de los jueves
- International Emmy Awards 2010 : Meilleur acteur dans Epitafios
- Prix Martín Fierro 2010 : Meilleur acteur dans Lo que el tiempo nos dejó
- Prix Sur 2010 : Meilleur acteur dans Sin retorno
- Condor d'argent 2015 : Meilleur acteur dans Aire libre